# Градський Олександр Борисович
Олександр Борисович Градський (3 листопада 1949 , Копєйськ, Челябінська область  — 28 листопада 2021 , Москва ) — радянський і російський співак (тенор), мультиінструменталіст, автор пісень, поет, композитор. Один із фундаторів російського року. Відомий як автор музики до багатьох російських фільмів та роботі в жанрі рок-опер.
Заслужений діяч мистецтв Росії (1997). Лауреат Державної премії РФ (1999). Народний артист Росії (1999).

## Біографія
Народився 3 листопада 1949 року. Батько — Фрадкін Борис Абрамович (1926), інженер-механік. Великий вплив на розвиток майбутнього музиканта справила його мати, випускниця ГІТІСу Тамара Павлівна Градська , яку він втратив у чотирнадцятирічному віці. У 1957 сім'я повернулася до Москви. Кілька років жив у бабусі в селі Расторгуєво Ленінського району Московської області.

### Кар'єра
Засновник третьої за часом створення (після «Братів» та «Сокола») російської рок-групи «Слов'яни» (1965); найбільшу популярність йому принесла група «Скоморохи» (1966). Також брав участь в групах: «Лос Панчос», «Скіфи», колективі польських студентів МДУ «Таргани», у складі яких виконував пісні Елвіса Преслі і твіст Арно Бабаджаняна «Пісня про Москву».
На початку 1970-х режисер Андрон Михалков-Кончаловський починав свою роботу над фільмом «Романс про закоханих». Композитором фільму повинен був стати Мурад Кажлаев, але він відмовився. Тоді Аркадій Петров запропонував кандидатуру Градського. Градський в цьому фільмі не тільки писав музику, а й виконував вокальні партії. Фільм мав значний успіх і приніс популярність автору музики до фільму. Музичний журнал «Billboard» оголосив Градського «Зіркою року» (1974) «за видатний внесок у світову музику».
Випускник факультету сольного співу ДМПІ ім.Гнєсіних (1974 рік).
У 1975 році купив свої перші «Жигулі».
Автор рок-опери «Стадіон» (пам'яті Віктора Хари) (1985), музики до першого вітчизняного рок-балету «Людина» (за романом Редьярда Кіплінга).
З 1987 року — член Спілки композиторів.
У 1988 році вперше зміг поїхати за кордон (у США).
Автор музики до більш ніж до 40 художніх фільмів, декількох десятків документальних та мультиплікаційних фільмів.
Випустив більше 15 довгограючих дисків, автор кількох рок-опер і рок-балетів, безлічі пісень.
У 1988 році виконав партію Звіздаря в опері Римського-Корсакова «Золотий півник» у виставі Большого театру (диригент — Євген Свєтланов).
Брав участь у телепрограмі «Білий папуга».
Позиціонував себе як маргінал, до соратників по цеху вимогливий, журналістів не шанує (за запевненням Євгена Додолева, саме Градський запустив у ЗМІ слово «журналюга»).
Взяв участь в альбомі-триб'юті групи «Машина часу» «Машинопис», де заспівав пісні «Мій друг (краще за всіх грає блюз)» і «Сніг».
Голос Градського — середній за тембром між тенором-альтіно і характерним тенором.

### Сім'я
- Дядько співака — Борис Павлович Градський — брат матері, соліст ансамблю Ігоря Моїсеєва.
- Двоюрідна сестра — Наталія Градська.
- Олександр Градський був одружений тричі.
  - Перша дружина — Наталія. Свій перший шлюб називав «молодіжним вчинком»[12].
  - Друга — Анастасія Вертинська (актриса). Були в шлюбі з 1976 по 1980 ріки, хоча розлучилися ще в 1978році[15] .
  - Третя дружина — Ольга Семенівна Градська (були в шлюбі з 1980 по 2003 рік). У Градського двоє дітей від третього шлюбу:
    - син Данило Градський — (30 березня 1981), бізнесмен;
    - дочка Марія Градська (14 січня 1986)[15]; закінчила МГУ.
- Починаючи з 2003 року[16] цивільна дружина Марина Коташенко (1980 року народження, в 2003 році — студентка ВДІК)[17]. Офіціально одружилися в жовтні 2021 року, за місяць до смерті музиканта[18]. У пари народилося двоє дітей.

### Деякі пісні
- «Джоконда» (Д. Тухманов — Т. Сашко)
- «Любов» (сл. Б. Окуджави) з к/ф «Романс про закоханих»
- «До скла пригорнувшись обличчям» (сл. П. Елюара)
- «Как молоды мы были» (О. Пахмутова — М. Добронравов) з к/ф «Моя любов на третьому курсі»
- «Я помру в хрещенські морози» (сл. М. Рубцова) з вокальної сюїти «Зірка полів»
- «Пісенька Герцога» (Дж. Верді) з опери «Ріголетто»
- «В полях під снігом і дощем» (сл. Р. Бернса, переклад С. Маршака)
- «Пісня про» божевільних" (муз. і сл. О. Градського) з к/ф «В'язень замку Іф»
- «Нащадки» (сл. С. Чорного) з вокальної сюїти «Сатири»
- «Нічий» (Ю. Саульський — Є. Євтушенко) з к/ф «Сонце, знову сонце»
- «Пісня про дружбу» (сл. Б. Окуджави) з к/ф «Романс про закоханих»
- «Арія Каварадоссі» (Recondita armonia …) (Д. Пуччіні) з опери «Тоска»
- «В твоїх очах» (сл. Н. Рубцова) з вокальної сюїти «Зірка полів»
- «Пісня про волю» (муз. і сл. А. Градського) з к/ф «В'язень замку Іф»
- «Скоморохи» (сл. В. Сауткіна)
- «Пісня про корабель» або «Дідівський човен» (Е. Артем'єв — Н. Кончаловська) з к/ф «Свій серед чужих, чужий серед своїх»
- «Балада про рибальське селище Аю» (Ю. Саульський — Є. Євтушенко) з к/ф «Сонце, знову сонце»
- «Арія Хозе» (Ж. Бізе) з опери «Кармен»
- «Нічна пісня п'яниці» (сл. С. Чорного) з вокальної сюїти «Сатири»
- «Я — Гойя» (сл. А. Вознесенського)
- «Пісня про золото» (муз. і сл. О. Градського) з к/ф «В'язень замку Іф»
- «Нічне» (сл. М. Рубцова) з вокальної сюїти «Зірка полів»
- «Повернення» (сл. Б. Окуджави) з к/ф« Романс про закоханих»
- «Гори, гори, моя зірка» (П. Булахов — В. Чуевський) Романс
- «Наш старий будинок» (сл. Р. Бернса, пров. С. Маршака)
- «Пісня про совість» (Ю. Саульський — Є. Євтушенко) з к/ф «Сонце, знову сонце»
- «Жовтий дім» (сл. С. Чорного) з вокальної сюїти «Сатири»
- «Жив-був я» (Давид Тухманов — Семен Кірсанов)
- «Нам не жити один без одного» (О. Пахмутова — М. Добронравов) з к/ф «О спорт — ти світ!»
- «Про собак» (сл. Н. Рубцова) з вокальної сюїти «Зірка полів»
- «Не співай, красуню» (С. Рахманінов — О. Пушкін) Романс
- «Колискова» (сл. Н. Кончаловський) з к/ф «Романс про закоханих»
- «Тільки раз буває у житті зустріч» (Б. Фомін — П. Герман) Романс
- «Пісня блазня» (сл. Р. Бернса, пров. С. Маршака)
- «Синій ліс» (муз. і сл. А. Градського)
- «Пісня про дельфінів» (Ю. Саульський — Є. Євтушенко) з к/ф «Сонце, знову сонце»
- «Молитва» (сл. С. Чорного) з вокальної сюїти «Сатири»
- «Буде ласкавий дощ» (сл. С. Тісдейл, пров. Л. Жданова)
- «Яростный стройотряд» («Ярий будзагін») (О. Пахмутова — М. Добронравов) з к/ф «Моя любов на третьому курсі»
- «Арія Калафа» (Д. Пуччіні) з опери «Турандот»
- «Зірка полів» (сл. Н. Рубцова) з однойменної вокальної сюїти
- «Почнімо» (муз. і сл. Дж. Денвера) — вик. Олександр Градський (англійською мовою)
- «Антіперестроєчний блюз» (муз. і сл. А. Градського)
- «Пісня про птахів» (сл. Н. Глазкова) з к/ф «Романс про закоханих»
- «Виходжу один я на дорогу» (Є. Шашина — М. Лермонтов) Романс
- «Пам'яті поета» (про В. С. Висоцького) (муз. і сл. О. Градського)
- «Південна прощальна» (муз. і сл. АО. Градського)
- «Подруга вугляра» (сл. Р. Бернса, пров. С. Маршака)
- «Пісня про матір» (сл. Н. Кончаловський) з к/ф «Романс про закоханих»
- «Театр» (сл. С. Чорного) з вокальної сюїти «Сатири»
- «Santa Lucia» (Дж. Коттре) Неаполітанська пісня
- «Ми не чекали змін» чи «Телевізійна» (муз. і сл. О. Градського)
- «Пісня про друга» (муз. і сл. О. Градського)
- «Мені з дитинства снилася висота» (О. Пахмутова — М. Добронравов) з к/ф «О спорт, ти — мир!»
- «Пісня про Монте-Крісто» (муз. і сл. А. Градського) з к/ф «В'язень замку Іф»
- «Замикаючи коло» (К. Кельмі — М. Пушкіна) — вик. Кріс Кельмі, Олександр Градський, Юрій Горьков, Костянтин Нікольський, Олександр Ситковецький, Віталій Дубінін, Сергій Мінаєв, Ованес Мелік-Пашаєв, Андрій Макаревич, Олександр Монін, Григорій Безуглий, Євген Маргуліс, Марина Капуро, Павло Сміян, Жанна Агузарова, Анатолій Альошин, Андрій Давидян, Валерій Сюткін, Юрій Давидов, Олександр Іванов, Олександр Кутіков, Дмитро Варшавський, Артур Беркут.

## Дискографія
- 1972 — Який прекрасний цей світ
- 1973 — Співає Олександр Градський
- 1974 — Романс про закоханих
- 1976 — Сонце, знову сонце
- 1978 — Олександр Градський і ансамбль «Скоморохи»
- 1979 — Тільки ти вір мені
- 1980 — Русские песни
- 1983 — Нам не жити один без одного
- 1984 — Саме життя (Сюїта на вірші Поля Елюара. Запис 1981 р.)
- 1986 — Зірка полів (Сюїта на вірші Миколи Рубцова. Запис 1982 р.)
- 1987 — «Сатири» (Запис 1980 р.)
- 1987 — Почнімо
- 1987 — Утопія Олександра Градського (Запис 1979 р.)
- 1987 — Роздуми блазня (Записи 1971—1974 р.)
- 1988 — Флейта і рояль (На вірші В. Маяковського та Б. Пастернака. Запис 1983 р.)
- 1988 — Ностальгія (Сюїта на вірші Володимира Набокова. Запис 1984 р.)
- 1989 — Монте-Крісто
- 1989 — Концерт-сюїта (Записи 1979—1987 р.)
- 1990 — Експедиція
- 1994 — Несвоєчасні пісні
- 1994 — Фрукти з кладовища
- 1996 — Наживо у «Росії»
- 1996 — Золотий мотлох
- 2000 — Наживо у «Росії» — 2
- 2003 — Хрестоматія
- 2003 — Пісні для Іри

## Рок-опери
- 1985 — «Стадіон»
- 2009 — «Майстер і Маргарита»

## Балети
- 1988 — «Людина»
- «Распутін»
- «Єврейська балада»

## Фільмографія

### Ролі в кіно
1. 1969 — «Візит ввічливості» (це єдиний раз, коли Градський з'являється на екрані без своїх фірмових окулярів, а також не співає!)
2. 1975 — «Концерт для двох скрипок»
3. 1991 — «Геній»
4. 2000 — «Бандитський Петербург. Фільм 1. Барон»

### Композиторська фільмографія
1. 1974 — «Романс про закоханих»
2. 1975 — «Нікушор з племені ВВ»
3. 1976 — «Сонце, знову сонце»
4. 1977 — «Легенда про старий маяк» (мультфільм)
5. 1977 — «Принцеса і людожер» (мультфільм)
6. 1978 — «Поговоримо, брате...»
7. 1978 — «Дожени-вітер» (мультфільм)
8. 1979 — «Камертон» (Одеська кіностудія)
9. 1979 — «Алмазна стежка» («Київнаукфільм», «Совінфільм»)
10. 1979 — «Полювання» (мультфільм)
11. 1985 — «Слідство ведуть ЗнаТоКі. Пожежа»
12. 1986 — «В одне єдине життя» (Одеська кіностудія)
13. 1988 — «Перевал» (мультфільм)
14. 1989 — «В'язень замку Іф» (Одеська кіностудія)
15. 1989 — «Рок і фортуна»
16. 1989 — «Мистецтво жити в Одесі» (Одеська кіностудія)
17. 1989 — «Стереотипи» (мультфільм)
18. 2000 — «У серпні 44-го…»
19. «Спадкоємці Прометея»

### Вокальні партії
- 1974 — «Свій серед чужих, чужий серед своїх»
- 1974 — «Романс про закоханих»
- 1975 — «Концерт для двох скрипок»
- 1975 — «Новорічні пригоди Маші і Віті» — вокал Кащея Безсмертного, виконаного Миколою Боярським
- 1976 — «Сонце, знову сонце»
- 1976 — «Пісні під хмарами»
- 1976 — «Моя любов на третьому курсі»
- 1976 — «Блакитне щеня» — вокал Моряка, Риби-пили
- 1977 — «Легенда про старий маяк»
- 1977 — «Принцеса і людожер»
- 1978 — «Дожени-вітер»
- 1978 — «Поговоримо, брате...»
- 1979 — «З коханими не розлучайтесь»
- 1980 — «О спорте, ти — мир!»
- 1986 — «Життя Клима Самгіна»
- 1988 — «Перевал»
- 1989 — «В'язень замку Іф»
- 1989 — «Стереотипи»
- 1989 — «Мистецтво жити в Одесі»

### Документальні фільми
1. 1979 — "Подвиг. Шифр 12080 "
2. 1989 — «І не кінчається рядок» (цикл віршів В. Набокова, музика О. Градського)
3. «Мода, мода»

## Відеокліпи
- 1987 — Замикаючи коло
- 2007 — Замикаючи коло

## Цікаві факти
- Градський практично ніколи не з'являвся на публіці без окулярів,[19][20] оскільки був досить короткозорим. Це робило його дуже схожим на Джона Леннона.[21][22]
- Відомо, що обкладинка альбому «Наживо в Росії» нагадує зворотню сторону альбому Джона Леннона «Imagine».[23]